# Cañón de Vapor Winans
El Cañón de Vapor Winans fue una arma centrífuga, un cañón a vapor utilizado durante la guerra civil estadounidense que utilizaba fuerzas centrífugas (en lugar de pólvora) para impulsar proyectiles.

## Descripción
De tamaño similar a un camión de bomberos a vapor de la época, el cañón tenía una apariencia amenazante gracias a un gran escudo curvo que cubría su funcionamiento interno.
Su mecanismo involucraba un barril blindado que giraba hasta 250 veces por minuto. Los disparos arrojados en la parte superior del cañón rodaban hacia abajo y eran retenidos por una compuerta accionada por resorte que se abría para permitir que se lanzara un disparo por revolución del cañón. A pesar del esfuerzo invertido en el proyecto, este no pudo igualar la precisión o el poder del armamento de pólvora de la época, por lo que se abandonó.

## Historia
El arma surgió del trabajo de los inventores de Ohio William Joslin y Charles S. Dickinson en un arma centrífuga manual que patentaron en 1858, uno de los muchos intentos del siglo XIX de aprovechar la fuerza "centrífuga", ya sea producida a mano o a vapor. Después de que los dos tuvieran una pelea, Dickinson promovió la máquina con su nombre, patentando su propia versión unos meses más tarde y encontrando los fondos necesarios para construir el cañón a vapor en Boston en 1860. Dickinson llevó el dispositivo a Baltimore, mostrándolo al ayuntamiento en febrero de 1861. La máquina, supuestamente, era capaz de disparar 200 proyectiles por minuto.
A raíz del enfrentamiento del 19 de abril de 1861 entre una multitud pro-sureña y la 6.ª milicia de Massachusetts en Baltimore, Maryland, se corrió la voz de un cañón de vapor poderoso que se decía había sido inventado y construido por un destacado empresario industrial de Maryland y el defensor de los derechos estatales Ross Winans para oponerse a las tropas federales que cruzaban de Baltimore a Washington en respuesta al llamado de voluntarios del presidente Abraham Lincoln.
La policía de la ciudad le quitó el cañón a Dickinson y a sus asociados para que estuviera lista para su uso en caso de que fuera necesario. La evidencia disponible sugiere que fue llevado al taller de máquinas de Ross Winans y su hijo Thomas de Kay , a quienes la junta de policía de la ciudad había contratado para fabricar picas, perdigones y otras municiones. Poco después, el arma fue sacada de las instalaciones de los Winans y exhibida públicamente con otras armas reunidas por las autoridades.
En estos tiempos revoltosos, la participación pública de Ross Winans en la política de derechos estatales en Maryland, su gran fortuna, la noticia del trabajo de municiones que se estaba realizando en su fábrica para la ciudad, las asignaciones de defensa de la ciudad y la aparición de un arma de aspecto amenazante que había surgido de su fábrica se vieron entremezclados en la prensa y fueron difundidos en periódicos de todo el país.

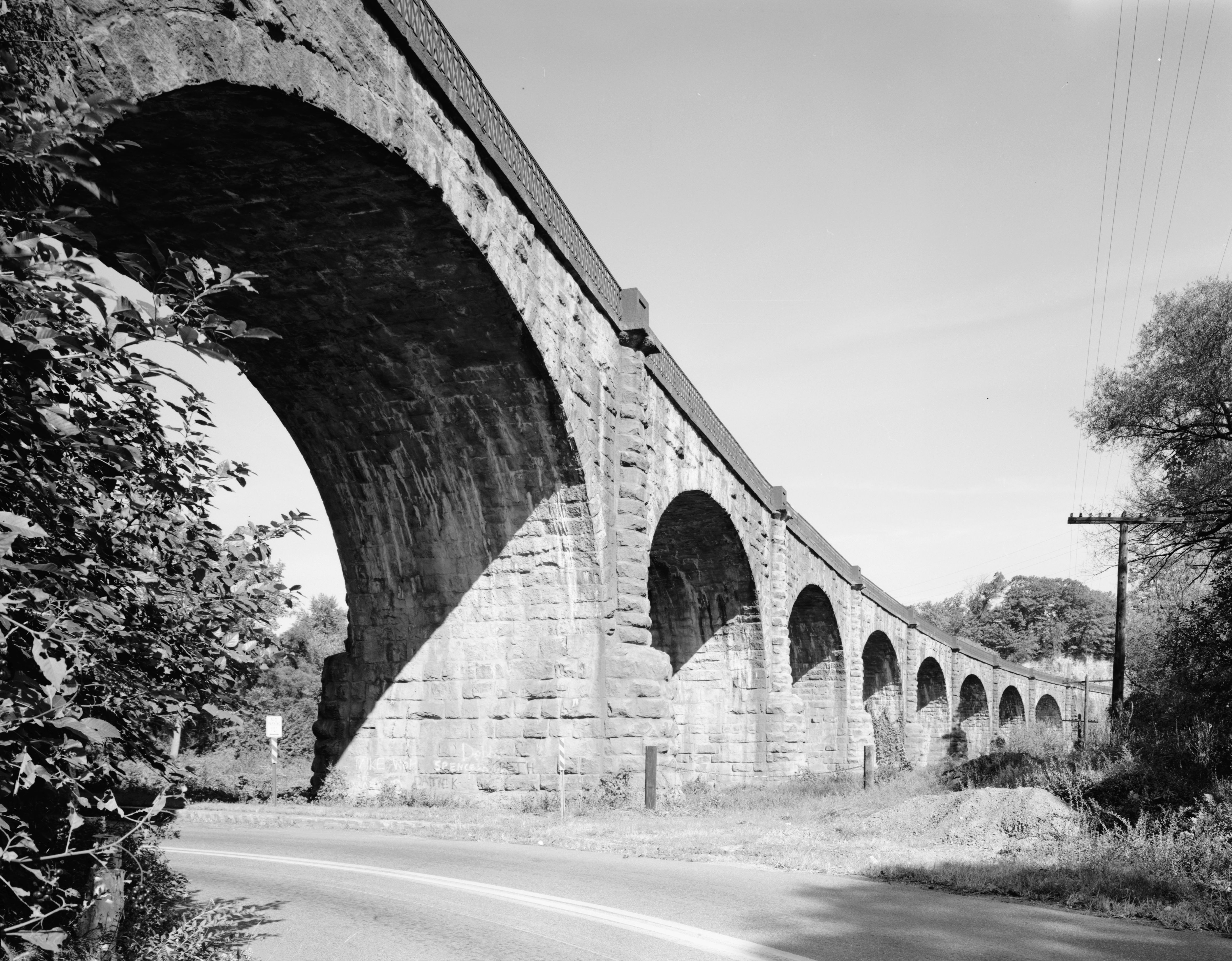
El Cañón de Vapor defendió el Viaducto Thomas durante el resto de la Guerra Civil después de su captura.

Después de que regresara la calma, el cañón fue llevado nuevamente al taller de Winans para su reparación a expensas de la ciudad, luego siendo devuelta a Dickinson, quien intentó llevarla a Harpers Ferry para venderla a las fuerzas confederadas. Las fuerzas del Ejército de la Unión capturaron el arma el 11 de mayo de 1861 en Ellicott Mills, Maryland y la llevaron a su campamento en Relay, Maryland.
Si bien Ross Winans no se involucró en un intento de escapar con el arma, los informes de prensa que lo relacionaron con ella, su política de derechos pro-estatales, los rumores de fabricación de municiones para el sur y el trabajo real de municiones que había emprendido para las autoridades de Baltimore llevaron a su arresto y breve detención por parte de las fuerzas federales. Sin embargo, fue liberado 48 horas después, luego de acordar que no arremetería contra el gobierno.
Después de la captura del arma por parte del Ejército de la Unión, esta fue probada por miembros de la 6.ª Infantería de Massachusetts antes de ser enviada al norte, a través de Annapolis, Fort Monroe y, finalmente, a Lowell, Massachusetts, donde se presentó a una organización de mecánicos. A pesar de recibir una importante atención política y mediática durante la primavera de 1861, no contribuyó a la guerra en sí. Terminó siendo poco más que una curiosidad, finalmente desechándose después de la guerra.

## Réplica

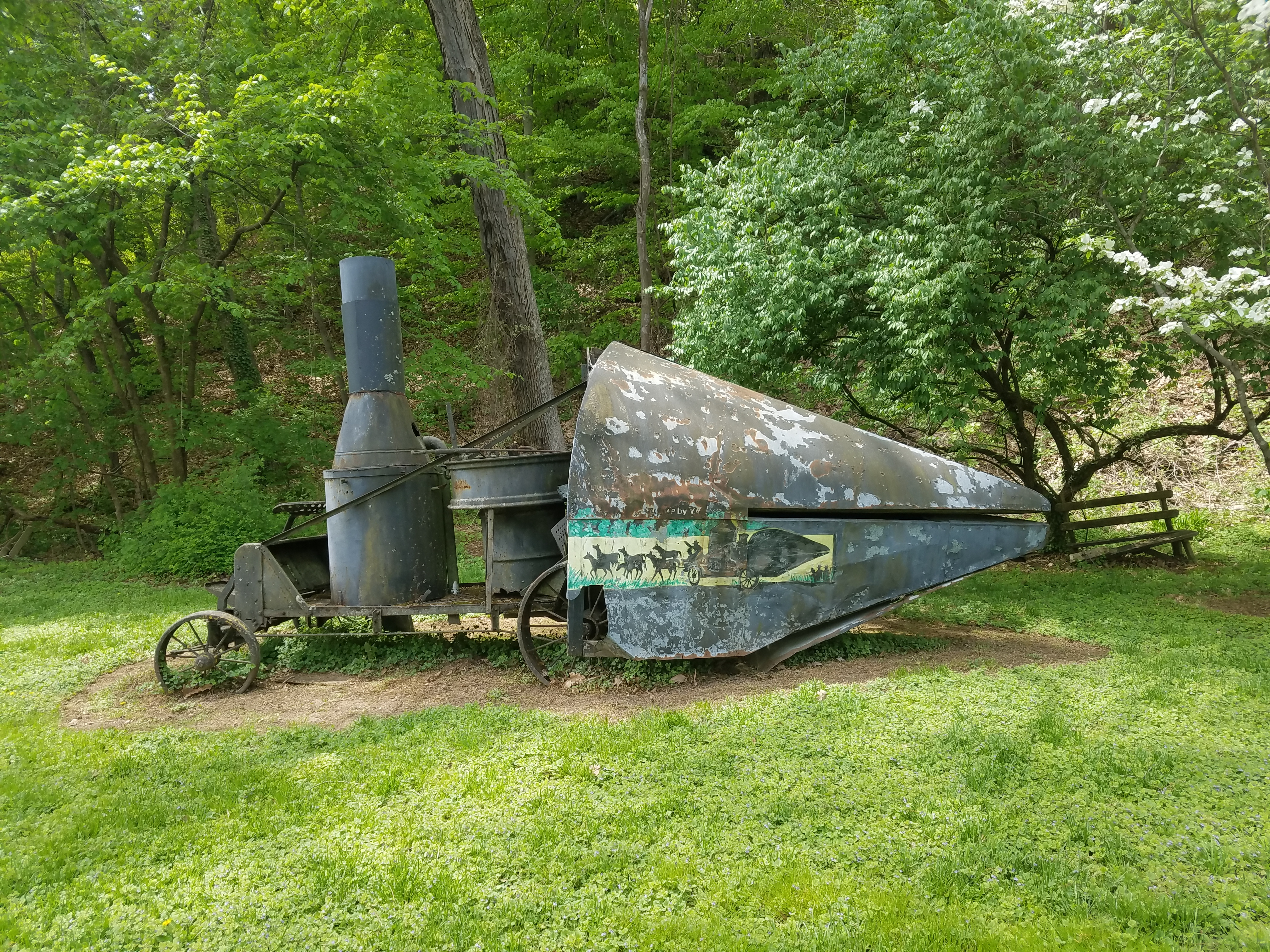
Réplica del Cañón de Vapor Winans en Elkridge, Maryland.

En 1961, Mark Handwerk, Joseph H. Clark y Joseph Zoller III construyeron una réplica a gran escala por la conmemoración del centenario de la Guerra de Secesión. El arma está en exhibición al aire libre en la mediana de la Ruta Federal 1 de los EE. UU. en Elkridge, Maryland .